# Freginals (kommun)
Freginals är en kommun i Spanien.   Den ligger i provinsen Província de Tarragona och regionen Katalonien, i den östra delen av landet, 400 km öster om huvudstaden Madrid. Antalet invånare är 482. Arean är 17,6 kvadratkilometer. Freginals gränsar till Masdenverge, Amposta, Sant Carles de la Ràpita, Alcanar, Godall och Ulldecona. 
Terrängen i Freginals är kuperad söderut, men norrut är den platt.